# Golubie
Golubie (deutsch Gollubien A und Gollubien B, 1928 bis 1938  Gollubien, 1938–1945 Gollen) ist ein zur Gemeinde Kalinowo (Kallinowen, 1938 bis 1945 Dreimühlen) zählendes Dorf im nordöstlichen Masuren in der polnischen Woiwodschaft Ermland-Masuren, Powiat Ełcki (Kreis Lyck).

## Geographische Lage
Golubie befindet sich rund 10 Kilometer nordwestlich der Ortschaft Kalinowo an einer von der Landesstraße 16 bei Golubka (Gollupken, 1938 bis 1945 Lübeckfelde) nördlich abgehenden Landstraße. Es liegt am Nordufer des Gollubier Sees (1938 bis 1945 Gollen-See, polnisch Jezioro Golubie).

## Geschichte
Der Ort Gollubien wurde im Jahr 1440 erstmals urkundlich erwähnt als hiermit ein aus Masowien stammender Jacob Rogal(l)a belehnt wurde. Der Name des Ortes leitet sich von dem polnischen Wort für Taube ab.
1599 wurden schließlich die Besitzer von Gollubien als Familie Rogalla von Rogale (oder: Rogala Rogalski), ab 1740 Rogalla von Bieberstein, offiziell in ihren Adelsrechten mitsamt dem Stammwappen bestätigt und gelten seitdem als eines der alten ostpreußischen Adelsgeschlechter, die in Gollubien bis 1945 ihren Stamm- und Familiensitz hatten.
1656 erfuhr die Region um Kallinowen herum und damit auch Gollubien durch den Einfall der mit Polen verbündeten Tataren weitgehende Zerstörung.
Der Ort teilte sich lange Zeit verwaltungstechnisch in Gollubien A und Gollubien B. Gollubien A war dem Kirchspiel Lyck, Gollubien B mitsamt dem südlich gelegenen Gut Karolinenthal dem Kirchspiel Pissanitzen zugeordnet.
Am 27. Mai 1874 wurde im Zuge einer preußischen Gemeindereform neu ein Amtsbezirk Gollupken gebildet, der die Gemeinden Gollubien A, Gollubien B, Gollupken, Groß Skomentnen, Klein Skomentnen, Mikolayken, Saborowen, Szczudlen und auch Wyssocken umfasste.
1910 waren 180 Einwohner in Gollubien A und 143 in Gollubien B gemeldet, also zusammen insgesamt 323 Einwohner. Die beiden Landgemeinden Gollubien A und Gollubien B schlossen sich am 30. September 1928 zur Landgemeinde Gollubien zusammen.
Aufgrund der Bestimmungen des Versailler Vertrags stimmte die Bevölkerung im Abstimmungsgebiet Allenstein, zu dem Gollubien gehörte, am 11. Juli 1920 über die weitere staatliche Zugehörigkeit zu Ostpreußen (und damit zu Deutschland) oder den Anschluss an Polen ab. In Gollubien stimmten 180 Einwohner für den Verbleib bei Ostpreußen, auf Polen entfiel keine Stimme.
1933 waren in Gollubien 304 Einwohner verzeichnet.
Gollubien wurde am 16. Juli 1938 im Zuge der massiven Eindeutschung von Ortsnamen masurischer, polnischer oder litauischer Herkunft in „Gollen“ umbenannt.
1938 wurde durch analoge Umbenennung aus dem Amtsbezirk Gollupken der Amtsbezirk Lübeckfelde, der dann die sieben Gemeinden neueren Namens Georgsfelde, Gollen, Lübeckfelde, Reichenwalde, Skomanten, Thomken und Waltershöhe umfasste.
1939 hatte Gollen nur noch 287 Einwohner.
Nach Ende des Zweiten Weltkrieges 1945 fiel das zum Deutschen Reich (Ostpreußen), Regierungsbezirk Allenstein, Landkreis Lyck gehörende Gollen an Polen. Die ansässige deutsche Bevölkerung wurde, soweit sie nicht geflüchtet war, nach 1945 größtenteils vertrieben und neben der angestammten masurischen Minderheit durch Neubürger aus anderen Teilen Polens ersetzt. Der Ort wurde in „Golubie“ umbenannt.
Von 1975 bis 1998 gehörte Golubie zur damaligen Woiwodschaft Suwałki, kam dann 1999 zur neu gebildeten Woiwodschaft Ermland-Masuren. Heute ist Golubie Sitz eines Schulzenamtes (polnisch Sołectwo) und somit eine Ortschaft im Verbund der Gmina Kalinowo.

## Religionen
Bis 1945 waren die beiden Teile Gollubien A und B in verschiedene evangelische Kirchspiele eingegliedert: Gollubien A gehörte zur Pfarrkirche in Lyck, Gollubien B zur Kirche Pissanitzen (1938 bis 1945 Ebenfelde, polnisch Pisanica), beide in der Kirchenprovinz Ostpreußen der Kirche der Altpreußischen Union gelegen. Katholischerseits waren beide Teile und das spätere Gollubien in die römisch-katholische Kirche St. Adalbert in Lyck im damaligen Bistum Ermland eingepfarrt.
Heute liegt Golubie im Einzugsbereich der katholischen Kirchen in Chełchy (Chelchen, 1938 bis 1945 Kelchendorf) bzw. Pisanica (Pissanitzen, 1938 bis 1945 Ebenfelde) im Bistum Ełk der Römisch-katholischen Kirche in Polen. Die evangelischen Einwohner halten sich zur Kirchengemeinde in Ełk, einer Filialgemeinde von Pisz (deutsch Johannisburg) in der Diözese Masuren der Evangelisch-Augsburgischen Kirche in Polen.